# ریوانا (ویرجینیا)
ریوانا (به انگلیسی: Rivanna) یک منطقهٔ مسکونی در ایالات متحده آمریکا است که در شهرستان البمارل، ویرجینیا واقع شده‌است.